# Nicholas Negroponte
Nicholas Negroponte (* 1. prosince 1943, Spojené státy americké) je řecko-americký architekt. Architekturu studoval na Massachusettském technologickém institutu. Je zakladatelem a emeritním předsedou MIT Media Lab a také založil asociaci OLPC (One Laptop Per Child).

## Studium
Negroponte navštěvoval Choate Rosemary Hall, Exeter, Yale a MIT. Na Massachusettském technologickém institutu začal studovat architekturu se zaměřením na počítačem podporovaný design; v roce 1966 zde získal magisterský titul a pokračoval v postgraduálním studiu. Negroponte tvrdil, že počítače dokonale spojují dvě hlavní oblasti zájmů, tedy umění a vědu.

## Profesní kariéra

### Časopis WIRED
V roce 1992 se Negroponte podílel na vzniku známého amerického časopisu Wired. Po několik let pak do časopisu přispíval, stejně jako Bruce Sterling, Marshall McLuhan, William Gibson, atd. Své sloupky, jejichž častým tématem bylo "Move bits, not atoms", v roce 1995 rozpracoval a vznikla tak kniha Being Digital. V knize Negroponte popisuje digitální technologie a jejich možnou budoucnost. Analyzuje výhody a nevýhody různých technologií a snaží se předpovídat, jakou cestou se bude vývoj technologií ubírat. Jeho víra v technologii, v digitalizace a jeho vize, že digitální technologie budou pozitivně ovlivňovat budoucí životy všech lidí (ať už jde o noviny, zábavu nebo sex), jej řadí mezi techno-optimisty.

### MIT a MediaLab
Nicholas Negroponte je spoluzakladatelem a čestným ředitelem Mediální laboratoře (Media Laboratory) při Massachusettském technologickém institutu v americké Cambridge. Laboratoř je určena k řešení problémů v oblastech digitálního videa a multimédií. Studenti a zaměstnanci zde mají připravené zázemí, pro práci s technologiemi (elektrotechnika, informatika) i pro práci v oblasti sociologie nebo hudby.
Po absolvování MIT byl Negroponte průkopníkem na poli computer-aided designu, tedy v oblasti, ve které jsou vytvářeny softwarové nástroje, např. pro architekty nebo designéry. V roce 1968 také založil Architecture Machine Group na MIT. Tato prakticky i teoreticky zaměřená skupina byla odpovědná za mnoho radikálně nových přístupů k vzájemnému propojení člověka a počítače.

### OLPC (One Laptop Per Child)
O svém vzdělání mluví Nicolas Negroponte jako o velkém štěstí. Děkuje rodičům, že mohl studovat a že mohl cestovat a poznávat svět. Možná díky jeho vzdělanosti mu nebylo lhostejné, co se děje za hranicemi jeho země a jak (ne)funguje vzdělávací systém v zemích třetího světa. „Je klidně možné, že v naší společnosti je jen velmi málo dětí neschopných učení, zato hodně míst a prostředí, kde je učení nemožné. Počítače tuto situaci mění – tím, že nám umožňují oslovit děti, jimž vyhovují nejrůznější způsoby studia a poznávání.“
Tak vznikl projekt One Laptop Per Child. Jde o nevýdělečnou iniciativu, která distribuuje laptopy do zemí třetího světa. Nicolas Negroponte dokonce v roce 2005 opustil kvůli pozici předsedy v projektu OLPC svoje dosavadní místo ředitele Media Labu na MIT. Důležité je, že OLPC není počítačový projekt, ale jde o projekt vzdělávací, který se řídí pěti základními principy:

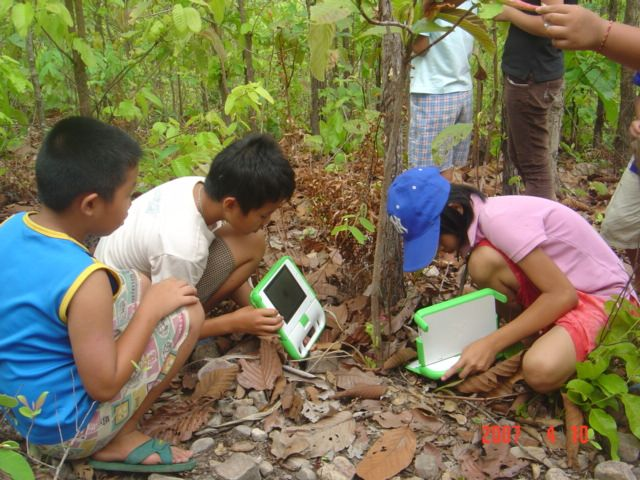
Děti v Thajsku s XO technologiemi

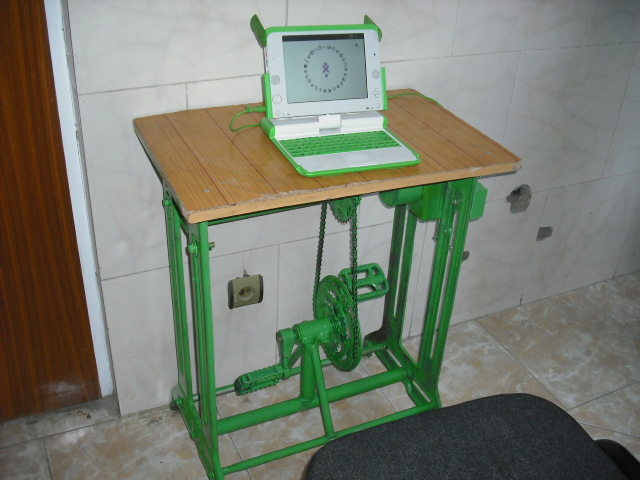
XO laptop s pedálovým generátorem

1. Vlastnictví notebooku – OLPC vytvořilo laptop typu XO, který je nízkonákladový, robustný, design je navržen s ohledem na cílovou skupinu. Je odolný proti vodě, prachu a písku. Důležitým aspektem takového notebooku je také možnost používání notebooku doma pro celou studentovu rodinu.
2. Zaměření na děti 6-12 let – Notebooky XO jsou určeny pro děti od šesti do dvanácti let. Výhodou je, že děti nemusí umět číst ani psát, aby mohly začít s tímto počítačem pracovat. Děti hendikepované, s učícími nebo motorickými či senzorickými poruchami mohou počítače XO využít jako učební pomůcky.
3. Saturace – Projekt OPLC je angažuje především v rámci základního vzdělávání. V souvislosti s tím se mluví o tzv. digital saturation. Jde o ideální počet technologií, které je třeba dostat mezi studenty v určité oblasti (v určité škole, obce, regionu,…). Samozřejmě nejde jen o dodání technologií a implementace do edukačního procesu, ale také o udržení. Pro danou (podpořenou) oblast jde taktéž o závazek o udržení technologií ve vzdělávání nejen ve své škole, ale především v celém regionu, ve kterém by měli různé komunity spolupracovat a vytvářet společné znalosti tak, aby postupem času vytvořili pevnou vědomostní síť. Univerzální konektivita pak odbourává digitální propast, vytváří z dané oblasti „lokální mcluhanovskou vesnici„ a přibližuje ji k té globální.[5]
4. Konektivita – Konektivita je podpořena samotnou technologií. Počítače jsou k sobě připojeny v daném regionu automaticky. Děti jsou tak stále připojeny k chatu, mohou si sdílet informace, editovat společně texty nebo skládat hudbu. V mnohých místech jsou problémy s připojením k elektrické síti. Děti mohou nabíjet své notebooky ve školách, kde jsou speciální velkokapacitní nabíječky, případně solární či mechanické energie. Tyto možnosti usnadňují dětem být stále v kontaktu. Propojení laptopů je možno využít nejen v rámci formálního vzdělávání, ale také v rámci neformálních výukových praktik.
5. Free and open source – Díky propojení tak mohou být všechny děti zároveň žáky, ale také mohou být vzdělavatelé a předávat svoje zkušenosti dál. To vše je umožněno open source nástroji. Děti nesou pouze pasivními příjemci znalostí, ale jsou aktivními účastníci učících se komunit. OPLC by měl být otevřeným rámcem, do kterého má každý možnost přispívat a zároveň si z něj umět i brát. Znalostí se vytváří velké množství a student by si měl dokázat[4].